# Amsterdam Internet Exchange
L'Amsterdam Internet Exchange (AMS-IX) est un Internet Exchange Point (point d'échange Internet), créé en 1994 et situé à Amsterdam, aux Pays-Bas. 
Il propose un point d'échange (point de peering) entre les différents opérateurs Internet, suivant une philosophie de non-profit, de neutralité et d'indépendance. AMS-IX est le deuxième point d'échange Internet au monde en termes de pointes et le premier en termes de débit.

## Histoire
AMS-IX a été créé en 1994 et initialement géré par SURFnet (en), le réseau de la recherche néerlandais. Les premiers sites sont le centre de calcul universitaire d'Amsterdam (en) (SARA) et celui le l'institut national néerlandais de physique nucléaire et de la physique des hautes énergies (en) (NIKHEF). Les commutateurs de niveau 2 permettent l'interconnexion avec le CERN.
En 1997, l'association AMS-IX est créée avec 20 membres fondateurs. Elle reprend les activités du point d'échange.
En 2000, une société indépendante est créée (AMS-IX B.V.) et elle opère désormais les sites.
En 2002, deux sites d'hébergement sont ajoutés à Amsterdam : Telecity-II et Global Switch. Ils sont interconnectés avec une topologie en anneau.
En 2004, une topologie en double étoile remplace la topologie en anneau.
En 2007, le site d'euNetworks est ajouté.
En 2008, AMS-IX enregistre un pic de trafic IPv4 à 500 Gbit/s et un pic IPv6 à 1 Gbit/s. Le site Equinix est ajouté.
En 2009, le site Interxion AMS5 à Schiphol est ajouté, c'est le 7e site d'AMS-IX.